# Opština Zaječar
Die Opština Zaječar (Kyrillisch: Општина Зајечар, deutsch Gemeinde Zaječar) ist eine Opština im Okrug Zaječar im Osten Serbiens. Verwaltungshauptstadt ist die gleichnamige Stadt Zaječar.

## Geographie

### Städte und Dörfer
| - Borovac - Brusnik - Gamzigrad - Glogovica - Gornja Bela Reka - Gradskovo - Grlište - Grljan - Dubočane - Halovo - Jelašnica | - Klenovac - Koprivnica - Lasovo - Lenovac - Leskovac - Lubnica - Mala Jasikova - Mali Izvor - Mali Jasenovac - Marinovac - Metriš | - Nikoličevo - Planinica - Prlita - Rgotina - Salaš - Selačka - Tabakovac - Trnavac - Velika Jasikova - Veliki Izvor - Veliki Jasenovac | - Vražogrnac - Vratarnica - Vrbica - Zagrađe - Zaječar - Zvezdan - Čokonjar - Šipikovo - Šljivar |

## Einwohner
Laut Volkszählung 2002 (Eigennennung) gab es 65.969 Einwohner in der Gemeinde Zaječar. Die meisten davon waren serbisch-orthodoxe Serben, gefolgt von Roma und weiteren kleinen Minderheiten.